# Dipturus falloargus
Dipturus falloargus  (лат.) — вид хрящевых рыб семейства ромбовых скатов отряда скатообразных. Обитают в тропических водах восточной части Индийского и центрально-западной части Тихого океанов. Встречаются на глубине до 256 м. Их крупные, уплощённые грудные плавники образуют диск в виде ромба со удлинённым и заострённым рылом. Максимальная зарегистрированная длина 49,1 см. Откладывают яйца.

## Таксономия
Впервые вид был научно описан в 2008 году. Голотип представляет собой половозрелого самца длиной 41,4 см, пойманного у берегов Западной Австралии (21°29′ ю. ш. 114°04′ в. д.) на глубине 242 м. Паратипы:  неполовозрелые самцы длиной 21,9—37,5 см, взрослый самец длиной 45 см и самки длиной 25,9—49,1 см, пойманные там же на глубине 172—256 м. Видовой эпитет происходит от слова лат. fallo — «ложный» и имени мифологического многоглазого великана Аргуса и связан с глазчатой окраской скатов. 

## Ареал
Эти бентопелагические скаты являются эндемиками вод Австралии (Северная Территория, Западная Австралия). Встречаются на внешнем крае континентального шельфа и у его обрыва на глубине от 122 до 256 м.

## Описание
Широкие и плоские грудные плавники этих скатов образуют ромбический диск с округлым рылом и закруглёнными краями. На вентральной стороне диска расположены 5 жаберных щелей, ноздри и рот. На длинном хвосте имеются латеральные складки. У этих скатов 2 редуцированных спинных плавника и редуцированный хвостовой плавник.
Ширина диска в 1,1—1,2 раза больше длины и равна 61—64 % длины тела. Удлинённое и заострённое рыло образует угол 78—92°. Длина удлинённого хвоста составляет 0,9—1,0 расстояния от кончика рыла до клоаки. Хвост тонкий. Его ширина в средней части равна 1,5—1,8 его высоты и 1,6—2,1 у основания первого спинного плавника. Расстояние от кончика рыла до верхней челюсти составляет 15—17 % длины тела и в 1,8—2,1 раза превосходит дистанцию между ноздрями. Длина головы по вентральной стороне равна 29—31 % длины тела. Длина рыла в 3,4—4,3 превосходит, а диаметр глаза равен 75—101 % межглазничного пространства. Высота первого спинного плавника в 1,8—2,4 раза больше длины его основания. Расстояние между началом основания первого спинного плавника и кончиком хвоста в 3,2—3,6 раза превосходит длину его основания и в 3,8—4,8 длину хвостового плавника. Длина задней лопасти у взрослых самцов достигает 19 % длины тела, а длина передней лопасти составляет 67—80 % длины задней. Длина птеригоподиев равна 26 % длины тела. Передний край обеих поверхностей диска покрыт узкой полосок шипиков. В затылочной области имеется 1 шип, область маларных колючек маленькая, у самцов хвост покрыт 1 рядом колючек. У самок имеются дополнительные дорсолатеральные ряды колючек. Грудные плавники образованы 76—81 лучами. Количество позвонков 120—133. На верхней челюсти имеются 34—41 зубных рядов. Дорсальная поверхность диска коричневатого или желтоватого цвета с бледными отметинами и глазчатыми пятнами. Чувствительные поры, расположенные на вентральной стороне диска имеют тёмную окатовку, окружаюзщие серые пятна отсутствуют. Максимальная зарегистрированная длина 49,1 см.

## Биология
Подобно прочим ромбовым эти скаты откладывают яйца, заключённые в жёсткую роговую капсулу с выступами на концах. Эмбрионы питаются исключительно желтком. Размер неполовозрелых самцов  колеблется в пределах 32,5—37,5 см. Самцы достигают половой зрелости при длине 41,4—45 см. Наименьшая свободноплавающая особь имела длину 21,9 см.

## Взаимодействие с человеком
Не являются объектом целевого промысла. Могут попадаться в качестве прилова. В ареале ведётся промысел с помощью тралов, жаберных сетей и ловушек. Данных для оценки Международным союзом охраны природы охранного статуса вида недостаточно.